# Турпин от Реймс
Турпин (Turpin, Tilpin, на латински: Turpinus, Tylpinus, * пр. 748/751, † 1 септември 794 в Реймс) е франкски духовник, от 748 до 794 г. първият архиепископ на Реймс.
Той е един от най-значимите епископи по неговото време. Като теолог той се ангажира за реформите. Той е основател на училище по писане в Реймс. До 17 век той е считан за автор на легендарната Historia de vita Caroli Magni et Rolandi и на много други произведения.
Преди да стане архиепископ Турпин е абат в Сен Дени близо до Париж. Става хор-епископ на Реймс заедно с епископ Мило († 761/762) и след неговата смърт става архиепископ. През 779 г. папа Адриан I дава в писмо Палиума за реймската църква.
Турпин е погребан в катедралата на Реймс. След дълга ваканция през 812 г. за архиепископ на Реймс е поставен Вулфар.